# Dirophanes flavimarginalis
Dirophanes flavimarginalis är en stekelart som först beskrevs av Tohru Uchida 1927.  Dirophanes flavimarginalis ingår i släktet Dirophanes och familjen brokparasitsteklar. Inga underarter finns listade i Catalogue of Life.